# Fritz Reuter
Fritz Reuter (Stavenhagen, 7 novembre 1810 – Eisenach, 12 luglio 1874) è stato uno scrittore tedesco dialettale e dotato di vena umoristica.

## Biografia
Condannato a morte per aver partecipato ai moti liberali del 1833, fu graziato ma dovette scontare diversi anni di carcere. Il suo nome è legato a una serie di fortunati romanzi in basso tedesco: Al tempo dei francesi (Ut de Franzosentid, 1859), Al tempo della mia prigionia (Ut mine Festungstid 1862), Al tempo dei miei anni di agricoltore (Ut mine Stromtid, 1864). In essi Reuter rappresenta con vivace e commossa adesione al ritmo della vita quotidiana l'ambiente contadino e piccolo-borghese della sua terra, ancora attaccata ai valori tradizionali. La sua opera, che raggiunge risultati di grande poesia, è considerata la più rappresentativa della letteratura realista in dialetto basso tedesco. A lui si deve l'uso dell'espressione Ut de Franzosentid (periodo francese) che nella storiografia nordeuropea e tedesca servì a designare l'epoca tra il 1794 ed il 1815, durante la quale buona parte dell'Europa (comprese le nazioni di lingua tedesca) furono direttamente o indirettamente sotto il controllo francese, o all'interno della loro sfera di influenza.

## Opere principali
Tra parentesi il titolo in alto tedesco. 
- Läuschen un Rimels (Schwänke und Reime) 1853; ultima edizione: Hinstorff, Rostock 1995, ISBN 3-86167-031-3
- Meine Vaterstadt Stavenhagen, 1856, esteso 1861, ultima edizione: Hinstorff, Rostock 1997, ISBN 3-86167-094-1
- Ut de Franzosentid (Aus der Franzosenzeit), 1859, ultima edizione: BookSurge Publishing, 2001, ISBN 0-543-89389-8
- Hanne Nüte un de lütte Pudel (Eine Vogel- und Menschengeschichte), 1860, ultima edizione: Hinstorff, Rostock 1995, ISBN 3-356-00637-1
- Abendteuer des Entspekter Bräsig (Abenteuer des Inspektors Bräsig), 1861, ultima edizione: Hinstorff, Rostock 1999, ISBN 3-356-00017-9
- Ut mine Festungstid (Aus meiner Festungszeit), 1862; ultima edizione: Hinstorff, Rostock 1997, ISBN 3-356-00746-7
- Ut mine Stromtid (Aus meiner Volontärszeit), 1862; ultima edizione: Hinstorff, 2008, ISBN 3-356-01263-0
- Dörchläuchting, 1866; Neuauflage: Hinstorff, Rostock 1994, ISBN 3-356-00585-5
- De Urgeschicht' von Meckelnborg (Die Urgeschichte Mecklenburgs), 1874; Neuauflage: Hinstorff, Rostock 1996, ISBN 3-356-00573-1